# Rudolf Weber (Maler, 1877)
Rudolf Weber (* 7. April 1877 in Hannover; † 22. Juni 1952 in Peine) war ein deutscher Maler, dessen Spätwerk dem deutschen Naturlyrismus zugeordnet wird.

## Leben und Werk
Schon im Alter von 14 Jahren begann Rudolf Weber seine Ausbildung an der Kunstgewerbeschule in Hannover, gefördert von dessen Direktor Karl Lachner (1841–1926) und dem hannoverschen Stadtdirektor Heinrich Tramm. 1895 erhielt Weber eine Beihilfe von 800 Mark vom Minister für Handel und Gewerbe, um die Schule weiterhin besuchen zu können, und besuchte – mittels eines Stipendiums des Magistrats der Stadt Hannover – die „Académie Julienne“ in Paris.
Noch vor seinen weiteren Studien stellte Rudolf Weber 1898 erstmals im Kunstverein Hannover aus, wo er seitdem bis 1939 auch mehrfach der Jury angehörte.
In den beiden Folgejahren 1898/99 studierte Weber an der Akademie der Bildenden Künste München und schloss daran – wiederum mit einem Stipendium der „städtischen Handwerker- und Kunstgewerbeschule Hannover“ versehen – 1899 eine Studienreise nach Italien an.
1902 erhielt Rudolf Weber „für ein Damenbildnis“ auf der „Internationalen Kunstausstellung München“ eine Goldmedaille.
1905 trat Weber dem Hannoverschen Künstlerverein bei. Wenige Jahre später heiratete er 1909 Käthe Langner. Im selben Jahr schuf er das Ölgemälde Schulfest im Tiergarten, wurde er in München mit der Goldenen Medaille ausgezeichnet.
1911 wurde Weber, der in den Vorstand der Deutschen Kunstgenossenschaft gewählt worden war, mit dem Grand Prix in Paris ausgezeichnet.
Nachdem Weber – mitten im Zweiten Weltkrieg – 1941 zu seinem ersten Porträtauftrag für die Familie Schaffeld nach Peine ging (für das „Porträt Margarete“), wurden 1943 während der Luftangriffe auf Hannover sowohl das Atelier als auch die Wohnung Webers in Hannover zerstört. Daraufhin zog er endgültig nach Peine, wo er bis 1945 zunächst „im Hause Schaffeld in der Woltorfer Str. 26“ unterkam. In der Spätphase des Malers entstanden ab 1945 weitere Porträts und mehr als 600 Aquarelle, die stilistisch dem deutschen „Naturlyrismus“ zugerechnet werden.
Noch im Todesjahr 1952 fand in Hannover eine Gedächtnisausstellung im Kunstverein Hannover statt.

## Auszeichnungen
- 1909: Goldene Medaille in München[7]
- 1911: Grand Prix in Paris[7]

## Nachlass und weitere Ausstellungen
Erst 1975 wurde der Nachlass von Rudolf Weber auf einem Dachboden in Peine wiederentdeckt: Rund 800 Arbeiten Webers gelangten daraufhin in den Besitz des Kreisheimatbunds Peine und werden – mit einer vollständigen Inventarisierung – im Kreismuseum Peine aufbewahrt. Zu den zahlreichen Ausstellungen zu Lebzeiten des Künstlers, darunter mehrfach in der Herbstausstellung Hannoverscher Künstler, wurden posthum mehrere Kunstausstellungen sowohl in Peine als auch in Hannover mit Werken des Malers organisiert.

## Bekannte Werke (Auswahl)
- 1903: Schulfest im Tiergarten, Ölbild[8]